# MaszkoSokk
8 hét munkája alatt a pandémiás időszakban a MaszkoSOKK csapat több mint 50 ezer szájmaszkot készített el teljesen ingyen és felajánlva: kórházaknak, gyógyszertáraknak, benzinkutaknak, katasztrófavédelemnek, rendőrségeknek, tűzoltóságoknak, környékbeli polgároknak és rendelőknek és az ország minden tájára, 2020 márciusától kezdve.

## Történet
Orbán Katalin menyasszonyiruha-kölcsönzőt tartott fenn Herenden, és meg is varrta a fehér ruhakölteményeket. A koronavírus-járvány miatt azonban sorra mondták vissza a megrendeléseit, a vállalkozását fel kellett függeszteni. Úgy gondolta, nem akar tétlenkedni, szeretné kamatoztatni varrónői tudását, ezért gondolt egy nagyot, vett jó pár méter anyagot és gumit, és elkezdett védőmaszkokat varrni. Teljesen ingyen. Először csak a családnak, rokonoknak, barátoknak, néhány egészségügyi dolgozónak. Napról napra egyre több felkérést kapott, s két nap alatt megtörtént a csoda.
Az egész ország megmozdult erre a kezdeményezésre, hogy szájmaszkot varrjanak. Miután Orbán Katalin közreadta a szabásmintát, 2020 márciusában, az egész országban, de még külföldön is csináltak szájmaszkokat erre a mintára.
Veszprémből hatalmas mennyiségű anyagot ajánlottak fel, Székesfehérvárról három henger vásznat kapott, Debrecenből pedig tízezer méter gumi érkezett. Cégek, vállalkozók, hobbivarrónők és nyugdíjasok jelentkeztek varrni, a család a szabást vállalta. Később Győrből, Debrecenből és Nyíregyházáról is jelentkeztek különböző kisebb varrodák, magánemberek, vállalkozók, akik elkérték a szabásmintákat és nekiálltak a maszkok gyártásának. Mások, akik nem tudnak varrni, a mosást és a szárítást vállalták. Megmozdult az egész ország, nemcsak arra, hogy maszkokat kérjenek, hanem varrjanak és készítsenek is.
A védőmaszkokról megtudtuk, kétrétegűek, moshatóak, ezért többször lehet őket használni. A varrás előtt az anyagokat fertőtlenítik, nagy hőfokon fertőtlenítő folyadékkal mossák ki, majd a szárítóban 200 fokos gőzben teszik sterillé.

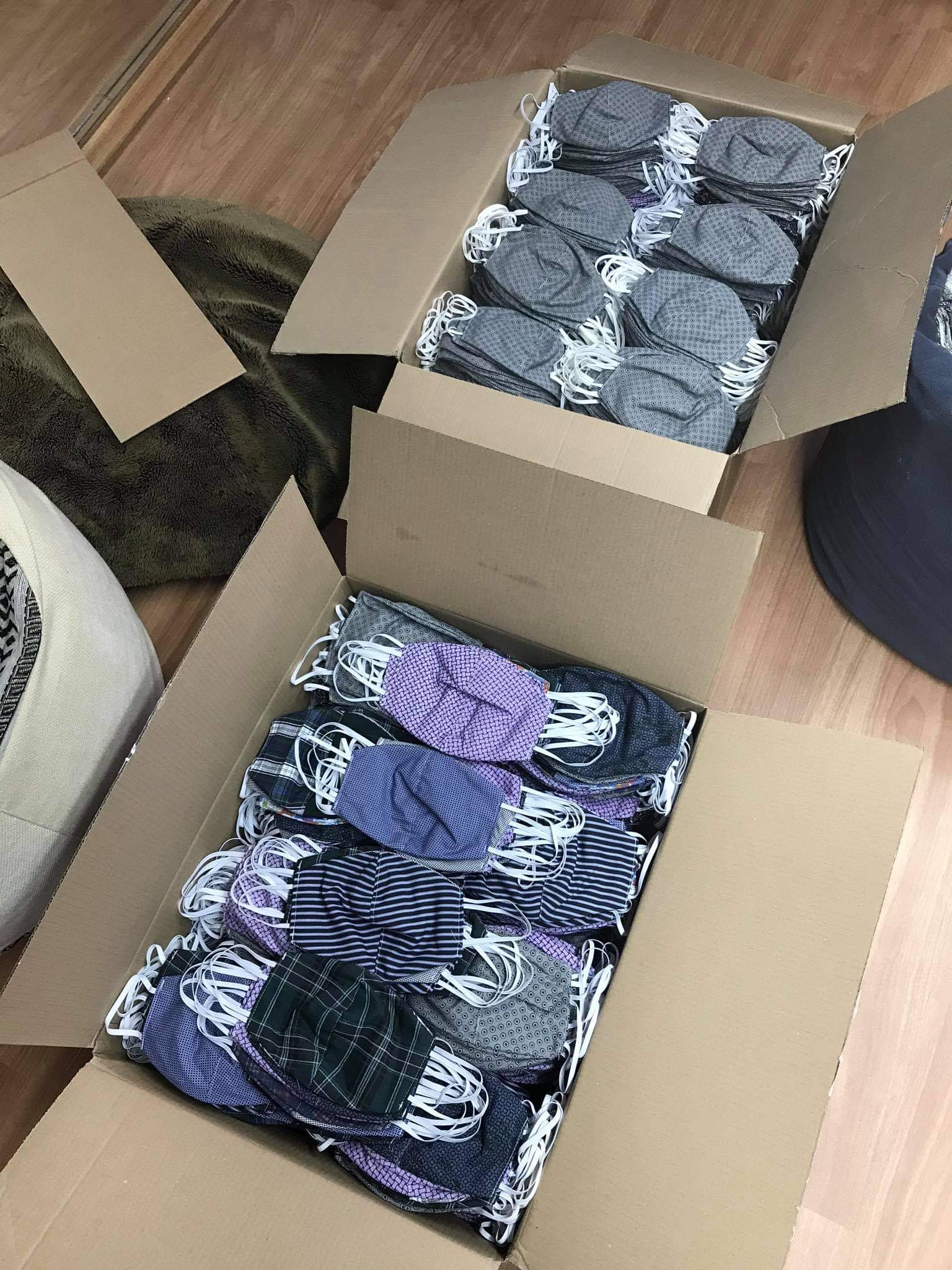
Több száz darab szájmaszk

A környéken az egészségügyben dolgozókat, kórházakat, rendőröket, mentősöket, gyógyszertárakat, Herend városát és még több nagyobb céget is sikerült ellátniuk maszkkal.